# Anders Ross
Anders Ross var en svensk kyrkomålare verksam under 1700-talet.
Ross tillhörde inte den kända västsvenska målarsläkten Ross. För Torpa kyrka i Halland utförde han väggmålningarna i långhuset 1786. 